# Th. Frobenius og Sønner Orgelbyggeri

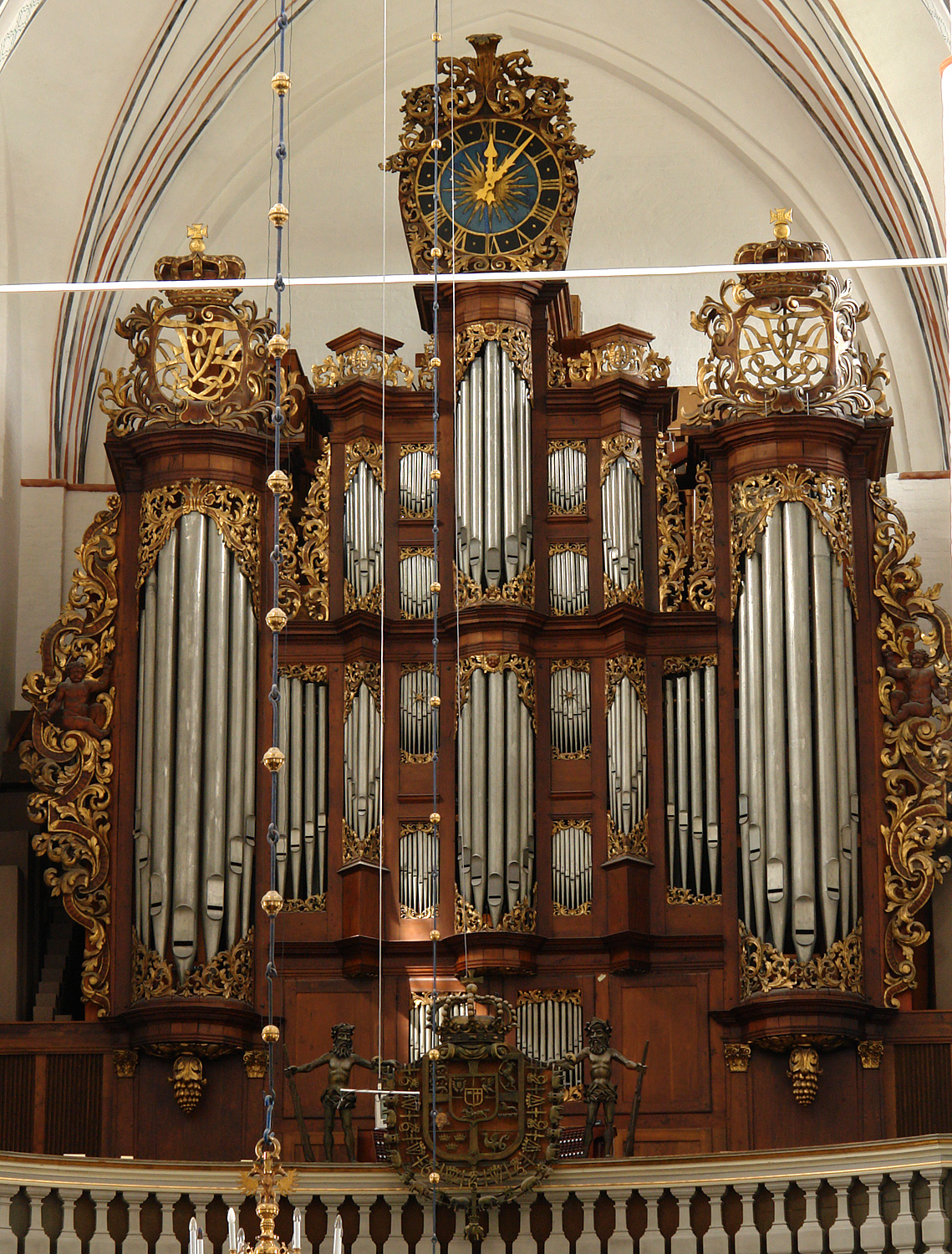
Frobeniusorgeln i Århus domkyrka.

Theodor Frobenius är ett danskt orgelbyggeri som har verkstäder i både Kongens Lyngby och Horsens i Danmark. Företaget grundades 1909 och har fram till i dag byggt 1 030 orglar i stort sett hela världen. Klangligt sett har Frobenius alltid ansetts överlägsna sina danska kolleger[källa behövs] även om vissa anser att mekaniken varit tung. Detta har berott på feljusterad mekanik. Sin största orgel som också är Danmarks största är stora orgeln i Århus domkyrka på Jylland.
I Sverige finns det Frobeniusorglar i Båstad, Dagstorp, Mörarp och Kropp, totalt 20 instrument.

## Orglar i Sverige
| År   | Ursprunglig kyrka | Stift   | Bild | Manualer | Pedal        | Stämmor | Bevarad orgel/fasad | Övrigt                                                 |
| ---- | ----------------- | ------- | ---- | -------- | ------------ | ------- | ------------------- | ------------------------------------------------------ |
| 1936 | Åsele kyrka       | Luleå   |      | 2        | Självständig | 24      | Nej/Nej             | En ny orgel byggdes 1972 av Olof Hammarberg, Göteborg. |
| 1952 | Forshems kyrka    | Skara   |      | 2        | Självständig | 19      | Ja/Ja               |                                                        |
| 1956 | Huddunge kyrka    | Uppsala |      | 2        | Självständig | 20      | Ja/Ja               |                                                        |
| 1959 | Gothems kyrka     | Visby   |      | 2        | Självständig | 12      | Ja/Ja               | Fasaden ommålad 2006.                                  |

### Ombyggda
| År      | Ursprunglig kyrka | Stift   | Bild | Manualer | Pedal        | Stämmor | Bevarad orgel/fasad | Övrigt |
| ------- | ----------------- | ------- | ---- | -------- | ------------ | ------- | ------------------- | --- |
| 1952    | Östervåla kyrka   | Uppsala |      | 2        | Självständig | 30      | Ja/Ja               | Orgeln var byggd 1825 av Pehr Zacharias Strand, Stockholm. 1952 tillbyggde Frobenius orgeln med bröstverk (11 stämmor) och självständig pedal (8 stämmor). Bröstverket omintonerades 1989 av Mads Kjersgaard, Uppsala. |
| 1953    | Harbo kyrka       | Uppsala |      | 2        | Självständig | 25      | Ja/Ja               | Orgeln var byggd 1850 av Johan Blomqvist och Anders Vilhelm Lindgren, Stockholm. 1953 tillbyggde Frobenius orgeln med ryggpositiv (9 stämmor) och utökade pedal (7 stämmor).                                           |
| Ej känt | Byarum kyrka      | Växjö   |      | 2        | Självständig | 21      | Nej/Nej             | Orgeln var byggd 1878 med 16 stämmor och två manualer av E. A. Setterquist & Son, Örebro. Frobenius om- och tillbyggde den till 21 stämmor med två manualer och särskild pedal samt att den blev pneumatisk.           |